# Retas concorrentes

Retas que se interceptam no ponto A.

Na geometria euclidiana, são chamadas de concorrentes as retas de um plano que têm um único ponto comum. Consequentemente suas direções são diferentes, não havendo paralelismo entre elas. 
Um caso particular é o das retas perpendiculares, que se interceptam a 90 graus (ângulo reto).

## Geometrias não euclidianas
Em geometria projetiva, as retas paralelas de um plano têm um ponto comum, o qual é chamado de ponto impróprio. Esse ponto representa uma direção de reta, a indicar que duas retas paralelas se interceptam no infinito.
O ponto de concorrência, de um feixe de retas paralelas, também é chamado de ideal. A sua projeção no quadro de visão é conhecida como ponto de fuga.